# Kannaguni, Kunigal
Kannaguni là một làng thuộc tehsil Kunigal, huyện Tumkur, bang Karnataka, Ấn Độ.